# 佐藤順一 (技術者)
佐藤 順一（さとう じゅんいち、1948年11月1日 - ）は、日本の技術者。IHI検査計測代表取締役社長や、日本機械学会会長、日本工学会会長等を歴任した。

## 人物・経歴
1971年横浜国立大学工学部卒業。1976年東京大学大学院工学系研究科航空学専門課程博士課程単位取得退学、石川島播磨重工業入社、技術研究所研究員。1979年工博。1998年石川島播磨重工業技術研究所研究推進部長。1999年石川島播磨重工業技術開発本部管理部長。2002年石川島播磨重工業事業企画部部長。2005年石川島播磨重工業執行役員技術開発本部副本部長。2006年石川島播磨重工業取締役常務執行役員技術開発本部長。2008年IHI検査計測代表取締役社長。2012年IHI顧問。2016年科学技術振興機構研究開発戦略センター上席フェロー。この間、2011年から日本機械学会会長、2014年から日本工学会会長。2019年日本工学会顧問。トヨタ財団理事なども務めた。